# Tectocepheus minor
Tectocepheus minor är en kvalsterart som beskrevs av Berlese 1903. Tectocepheus minor ingår i släktet Tectocepheus och familjen Tectocepheidae. Inga underarter finns listade i Catalogue of Life.